# Blériot XI
 Blériot XI  a fost un avion francez construit de către Fabrica de avioane Blériot . A fost folosit inițial ca avion de școală, ulterior fiind folosit ca avion de recunoaștere, în prima parte a Primului Război Mondial.
Avionul Blériot XI s-a aflat în înzestrarea escadrilelor din organica Corpului Aerian din Armata României, la începutul campaniei din anul 1916 fiind în evidență un număr de 6 bucăți, dar aflate în stare ne-operațională.:Anexa 10 :pp. 85-125

## Principii constructive

Blériot XI a fost proiectat într-o configurație monoplan cu aripă superioară, având elice tractivă (dispusă în fața motorului). Motorul era de tip Anzani,  răcit cu aer, de 50 CP. Avionul avea fuzelaj din lemn, ampenajele erau clasice, cu stabilizator dispus în partea posterioară după care urma direcția. Carlinga, care conținea motorul și spațiul pentru echipaj era montată la nivelul aripii. Trenul de aterizare era compus din o pereche de roți simple în față și o bechie cu patină în spate. Avionul era destinat pentru misiuni de recunoaștere și școală. :pp. 89-92